# Caribbean Council of Legal Education
Het (Caribbean) Council of Legal Education (CLE) is een instelling die zich richt op het vestigen, equiperen en onderhouden van rechtenscholen in de Cariben. Daarnaast zorgt het voor examens, evaluatiecursussen en reikt het prijzen uit.
Het CLE werd op 17 maart 1971 in het leven geroepen en werd een onderdeel van de Caricom met de ondertekening van het Verdrag van Chaguaramas op 4 juli 1973.
Er zijn rechtenscholen van de CLE in Nassau (Bahama's), Saint Augustine, (Trinidad en Tobago), Kingston (Jamaica) en sinds 2022 in Georgetown (Guyana). Het Council werkt nauw samen met de University of the West Indies.